# في الجيش الآن (فلم)
في الجيش الآن (بالإنجليزية: In the Army Now)، هو فيلم كوميدي حربي أمريكي صدر عام 1994، من إخراج دانيال بيتري الابن، وتأليف كين كوفمان وستو كريجر ودانيال بيتري الابن وفاكس بار وآدم سمول. يضم طاقم البطولة بولي شور، وآندي ديك، وديفيد آلان جرير، وإيساي موراليس، ولوري بيتي. حقق الفيلم إيرادات بلغت 28,881,266 دولارًا في شباك التذاكر، مما يجعله رابع أنجح أفلام بولي شور من حيث الإيرادات، بعد رجل إنسينو، وابن في القانون، وفيلم جوفي.

## وصلات خارجية
- مقالات تستعمل روابط فنية بلا صلة مع ويكي بيانات
- In the Army Now على موقع أول موفي.